# Mythicomyia irrupta
Mythicomyia irrupta är en tvåvingeart som beskrevs av Axel Leonard Melander 1961. Mythicomyia irrupta ingår i släktet Mythicomyia och familjen svävflugor. Inga underarter finns listade i Catalogue of Life.